# Panch Puran

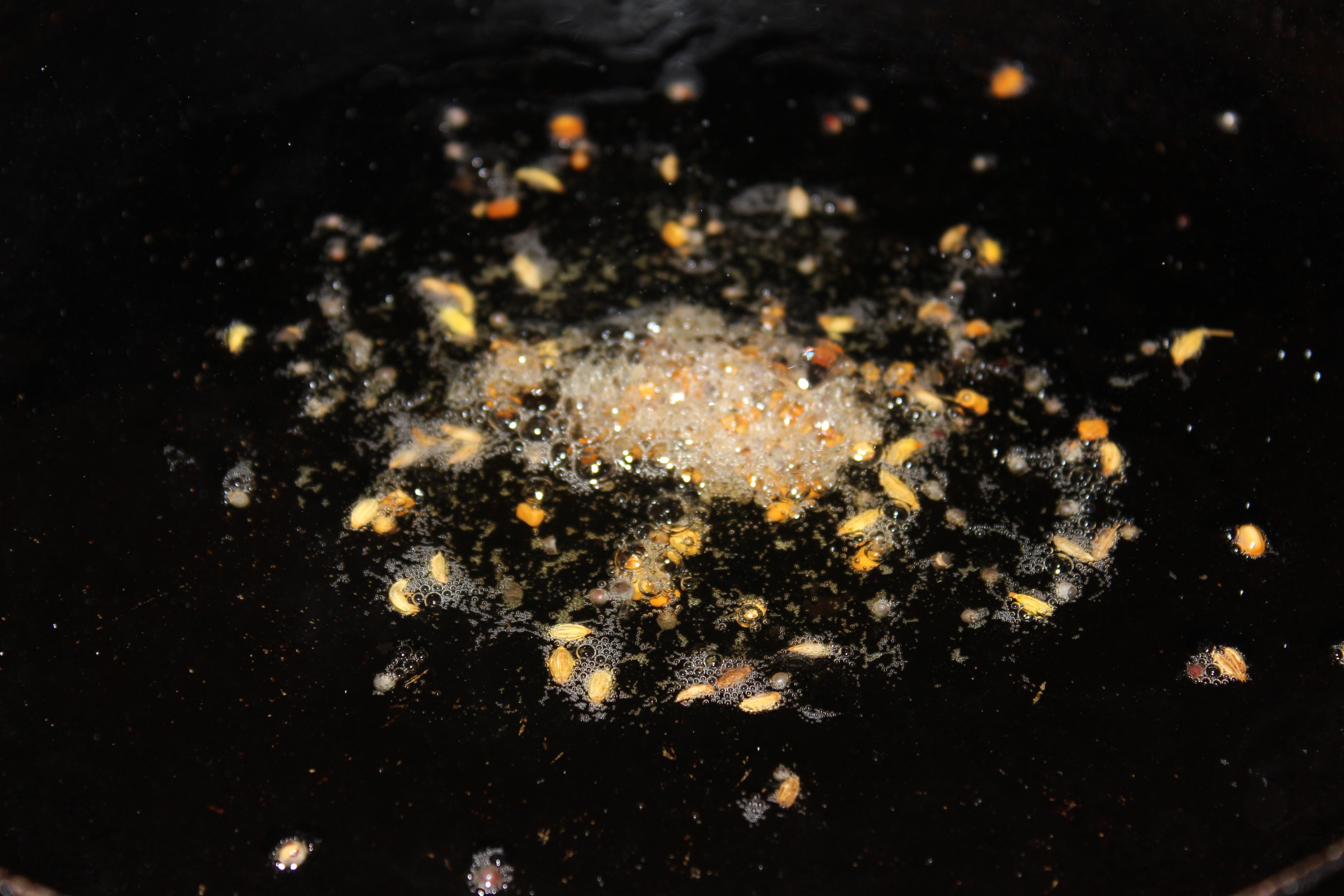
Pancha - Phutan nella padella

Panch Puran scritto anche nella forma Punch Phoron (in bengalese: পাঁচ ফোড়ন) è un miscuglio di spezie utilizzato nella cucina bengalese, dell'Assam e dell'Orissa.
Il Panch Phoron è composto da cinque spezie non tritate e mescolate in parti uguali:
- semi di fieno greco
- semi di nigella sativa
- semi di senape
- semi di finocchio
- semi di cumino

Il composto viene utilizzato nel condimento di verdure, pollame, pesce o lenticchie.